# Bistum Kaga-Bandoro
Das Bistum Kaga-Bandoro (lateinisch Dioecesis Kagiensis-Bandorensis) ist ein römisch-katholisches Bistum mit Sitz in Kaga-Bandoro in der Zentralafrikanischen Republik. Es umfasst die Präfekturen Bamingui-Bangoran, Nana-Gribizi und Kémo.

## Geschichte
Papst Johannes Paul II. gründete es mit der Apostolischen Konstitution  Cum ad aeternam am 28. Juni 1997 aus Gebietsabtretungen des Erzbistums Bangui, dem es als Suffragandiözese unterstellt wurde.

## Bischöfe von Kaga-Bandoro
- François-Xavier Yombandje (28. Juni 1997 – 3. April 2004, dann Bischof von Bossangoa)
- Albert Vanbuel SDB (16. Juli 2005–27. September 2015)
- Tadeusz Kusy OFM (27. September 2015–31. März 2024)
- Victor Hugo Castillo Matarrita MCCJ (seit 5. September 2024)